# Bernard Aton IV. Trencavel
Bernard Aton IV. Trencavel († 1129) war Vizegraf von Albi und Nîmes sowie erster Vizegraf von Carcassonne, Béziers, Agde und Razès aus dem Haus Trencavel. Er war ein Sohn des Vizegrafen Raimund Bernard Trencavel († 1074) und der Gräfin Ermengarde von Carcassonne († 1099).
Er begründete die Stellung der Trencavel als eines der führenden Häuser im Süden des hochmittelalterlichen Frankreichs, dem Languedoc.

## Leben

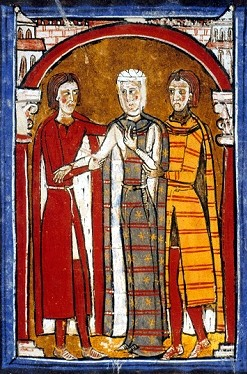
Bernard Aton IV. Trencavel (rechts) übergibt seine Tochter Ermengarde an deren Ehemann Graf Gausfred III. von Roussillon. Darstellung aus dem Liber feudorum Ceritaniae, folio 71, 13. Jahrhundert.

Während er von seinem Vater Albi und Nîmes als Erbe erhielt, galt Bernard Aton mütterlicherseits als Anwärter auf die Herrschaft über das bedeutende Carcassonne, sowie Béziers, Agde und Razès. Seine Mutter hatte die Grafschaft Carcassonne 1067 an den Grafen von Barcelona verkauft, der fortan die direkte Herrschaft in Carcassonne ausübte. Im Jahr 1082 wurde Graf Raimund Berengar II. von Barcelona bei einer Jagd getötet. Seinem ihm nachfolgenden Bruder Berengar Raimund II. wurde eine Beteiligung an diesem Tod nachgesagt. Die Bevölkerung von Carcassonne sagte sich umgehend von dem neuen Grafen los und ermöglichte so Bernard Aton und seiner Mutter den Einzug in die Stadt, womit die mehr als einhundertjährige Herrschaft der Trencavel begann. Ermengarde und Bernard Aton nahmen den Titel eines Vizegrafen an, womit sie den weiteren Verbleib der gräflichen Rechte beim Haus Barcelona anerkannten und damit zugleich in ein Vasallitätsverhältnis zu diesem traten. Dennoch mussten sie gegen Barcelona auch weiterhin um ihre eigenen Rechte ankämpfen. 1093 konnten sie einen Rückeroberungsversuch des Grafen Raimund Berengar III. erfolgreich abwehren.
Nachdem Mutter und Sohn 1095 auch mit dem Grafen Roger II. von Foix einen vertraglichen Ausgleich bezüglich dessen Erbrechten auf Carcassonne erreicht hatten, fühlte sich Bernard Aton in seiner Herrschaft genügend gefestigt, um am Kreuzzug von 1101 teilzunehmen. Zu diesem Zweck vermachte er die Ortschaft Cazilhac an die Abtei von Lagrasse. Seine Abwesenheit konnte allerdings der Graf von Barcelona doch noch für eine Einnahme Carcassonnes nutzen, aber schon als Bernard Aton 1105 wieder zurückgekehrt war, konnte er wieder in die Stadt einziehen. Mit den Anhängern des Hauses Barcelona ging er hart ins Gericht, womit er sich in der Bevölkerung unpopulär machte. 1120 verweigerten ihm schließlich die Bewohner von Carcassonne den Einzug in die Stadt und versuchten sich gegen ihn mit dem mächtigen Grafen Alfons Jordan von Toulouse zu verbünden. Weil dieser aber zu diesem Zeitpunkt in Kämpfe gegen den Herzog von Aquitanien verwickelt war und die Bürger von Carcassonne nicht unterstützen konnte, mussten diese im Jahr 1124 Bernard Aton wieder in die Stadt einziehen lassen.
Bernard Aton IV. starb 1129, seine angesammelten Vizegrafschaften verteilte er unter seinen Söhnen.

## Familie
Bernard Aton IV. Trencavel war seit 1083 verheiratet mit Cecilia, einer Tochter des Grafen Bertrand II. von Provence. Mit ihr hatte er mehrere Kinder:
- Roger I. († 1150), Vizegraf von Carcassonne, Razès und Albi
- Raimund I. († 15. Oktober 1167), Vizegraf von Béziers, Agde, Carcassonne, Razès und Albi
- Bernard Aton V. († um 1159), Vizegraf von Nîmes und Agde
- Ermengarde „Trencavella“ († 1156), ⚭ 1110 (getrennt 1152) mit Graf Gausfred III. von Roussillon
- Matheline († nach 1152), ⚭ 1105 mit Arnaud de Béziers-Sauvian
- Ermesinde († vor 1146), ⚭ 1121 mit Rostaing de Posquières (Haus Uzès)
- Pagane († nach 1152)